# František Šmejkal
František Šmejkal (18. července 1937 Praha – 18. prosince 1988 Praha) byl československý výtvarný kritik, historik a teoretik umění, zaměřený na umění přelomu 19. a 20. století, meziválečnou avantgardu a současné umění.

## Život
V letech 1957–1962 studoval dějiny umění na Filozofické fakultě Univerzity Karlovy (prof. Jaroslav Pešina), kde obhájil diplomovou práci František Muzika (Mgr., 1962) a později doktorskou a kandidátskou dizertaci Devětsil – vývojové proměny devětsilského modelu umění a jeho výtvarné realizace (PhDr., CSc., 1965). Roku 1968 byl na stáži v Centre national d´art contemporain (CNAC) v Paříži a jako kurátor tam připravil výstavy Josefa Šímy v Musée national d'art moderne a Horsta Egona Kalinowského v Centre national d’art contemporain. Roku 1970 se mu prostřednictvím Adolfa Hoffmeistera podařilo získat šestiměsíční stipendium UNESCO ke studiu zahraničních sbírek umění.
Od roku 1962 byl vědeckým pracovníkem Ústavu teorie a dějin umění ČSAV v Praze. Když se v rámci své vědecké práce pokoušel prosadit jako téma archetypální symboliku v umění, byl roku 1979 z ÚTDU propuštěn a v letech 1979–1984 byl zaměstnán jako odborný pracovník Grafické sbírky Národní galerie v Praze. Roku 1984 se mohl vrátit ke své původní profesi a v letech 1984–1985 byl vědeckým pracovníkem, 1986–1988 samostatným vědeckým pracovníkem ÚTDU ČSAV. V době normalizace organizoval výstavy v malých a nezávislých galeriích (Galerie Opatov), často mimo Prahu (Orlická galerie, DU Opava, Památník Terezín, ad.).
Od roku 1961 byl členem teoretické sekce Svazu československých výtvarných umělců, od roku 1967 členem československé sekce AICA. V letech 1970–1971 působil jako člen výstavní komise Galerie na Karlově náměstí. Byl členem nákupních komisí a zasloužil se o budování sbírek moderního umění v Alšově jihočeské galerii v Hluboké nad Vltavou a Galerii moderního umění v Hradci Králové.
Zemřel předčasně 18. prosince 1988 v Praze ve věku 51 let.

### Ocenění
- 1966 Cena Antonína Matějčka za monografii Františka Muziky
- 1992 stříbrná plaketa ČSAV in memoriam, Za zásluhy o vědu a lidstvo

## Dílo
Zabýval se meziválečnou avantgardou a již od své disertace shromažďoval materiál k vydání souborné publikace o skupině Devětsil, kterou zamýšlel uvést do mezinárodního povědomí. Jím připravené výstavy Devětsilu se uskutečnily v Československu až roku 1986 (Dům umění města Brna, Galerie hlavního města Prahy) a v zahraničí až po jeho smrti roku 1989 (Lodž, Budapešť, Záhřeb) a 1990 (Oxford, Londýn).
Od počátku 60. let se věnoval českému modernímu umění a jako jeden z prvních uvedl dílo Mikuláše Medka, Jana Koblasy, Aleše Veselého, Vladimíra Boudníka, Jiřího Valenty a skupiny Konfrontace. Roku 1963 se s Věrou Linhartovou podílel na katalogu k výstavě Jana Koblasy a Mikuláše Medka v Teplicích, 1964 připravil spolu s Věrou Linhartovou přelomovou výstavu Imaginativní malířství 1930–1950 v Alšově jihočeské galerii v Hluboké nad Vltavou, kterou však komunistický režim zakázal.
Tehdejší aktuální české umění představil na několika výstavách v zahraničí (V. Boudník, Argumenty I, Varšava 1962, Nouvellle géneration tchécoslovaque, Brusel 1966, Alternative attuali 3, L'Aquila, 1968, Sept jeunes peintres tchécoslovaques, Galerie Lambert, Paříž, 1969).
Jeho odborné práce o symbolismu a secesi byly podkladem k přípravě samostatných výstav Grafica simbolista Cecoslovacca, Florencie, 1970, Česká kresba z přelomu století, Hradec Králové, 1971, Sursum 1910–1912, Hradec Králové 1976. Od roku 1964 se systematicky věnoval přípravě rozsáhlé publikace mapující dějiny surrealismu a výtvarné projevy od symbolismu do současnosti (Surrealismus a české imaginativní umění). Monografie České imaginativní umění však mohla vyjít až posmrtně roku 1996, v redakci jeho ženy Jany Šmejkalové.
František Šmejkal publikoval odborné stati v časopisech Výtvarná práce, Výtvarné umění, Umění, Umění a řemesla, Ateliér, Lit. noviny, Dějiny a současnost, Tvář, Typografia, Estetika, Hollar, Les Annales, Arte Illustrata, Cahiers du Musée national d´art moderne, Critique, Gradiva, Interpressgrafik, Kurt Schwitters Almanach, Opus International, Phases Terz´Occhio, ad., v době normalizace také v samizdatových sbornících. Šmejkalovou poslední dokončenou knihou byla monografie Jindřicha Heislera "Z kasemat spánku", kterou nejprve zamítla cenzura a když ji nakonec v roce 1988 přijal Odeon, k tisku již nedošlo pro nedostatek financí. Kniha doplněná o studie Karla Srpa a Jindřicha Tomana nakonec vyšla až roku 2000 v nakladatelství Torst. Také jeho další texty připravené v době normalizace, jako např. monografie Adolfa Hoffmeistera, vyšly až posmrtně.